# Phumosia stuckenbergi
Phumosia stuckenbergi är en tvåvingeart som beskrevs av Zumpt 1962. Phumosia stuckenbergi ingår i släktet Phumosia och familjen spyflugor.
Artens utbredningsområde är Madagaskar. Inga underarter finns listade i Catalogue of Life.